# Saison 2019-2020 du Stade rennais FC
Maillots
Chronologie
Saison précédente Saison suivante
La saison 2019-2020 du Stade rennais football club était la 63e saison du club au plus haut niveau, la 26e consécutive. Elle a débuté le 2 juillet 2019 avec la reprise de l'entraînement et s'est terminée à la mi-mars en raison du confinement appliqué en France et de l'interdiction des manifestations sportives jusqu'en septembre 2020.
Le club, en tant que vainqueur de la Coupe de France, a pu disputer cinq compétitions malgré sa 10e place de la saison dernière : la Ligue 1, la Coupe de France, la dernière Coupe de la Ligue, la Ligue Europa, et le Trophée des champions, qui ouvrait la saison officielle et fut remporté par le Paris Saint-Germain (2-1).
L'équipe, entraînée par Julien Stéphan, et agrémentée notamment du buteur M'Baye Niang et du milieu Eduardo Camavinga, atteint la première place après trois journées, grâce à sa victoire sur le Paris Saint-Germain. Après une mauvaise série (7 matchs sans victoire), elle en enchaîne une très bonne (7 victoires en 8 matchs) qui lui permet de terminer 3e à la mi-saison.
Parallèlement, en Ligue Europa, le club, qualifié d'office finit dernier (4e) du groupe E composé du Celtic FC, de la SS Lazio et du CFR 1907 Cluj. En Coupe de la ligue, il est éliminé dès la première rencontre.
Après la trêve hivernale, l'équipe dispute la Coupe de France, et défend son titre jusqu'aux demi-finales. En Ligue 1, l'équipe maintient sa 3e place derrière le Paris Saint-Germain et l'Olympique de Marseille pendant les 10 journées disputées en 2020.
La décision de suspendre le championnat (mi-mars), puis de l'arrêter (fin avril) en figeant le classement au quotient de points par match, apporte au Stade rennais FC la meilleure place de son histoire en Ligue 1. Le Stade rennais devrait disputer le 3e tour de qualification ou accéder directement à la phase de groupe de la Ligue des champions 2020-2021, une première pour le club.
Les joueurs retrouve le centre d'entraînement le 13 mai 2020 jusqu'au 29 mai 2020 pour des entraînements individuels,.

## Transferts en 2019-2020
| Date               | Nom               | Transfert               | Provenance/Destination   | Division       |
| ------------------ | ----------------- | ----------------------- | ------------------------ | -------------- |
| Arrivées           |                   |                         |                          |                |
| 30 mai 2019        | M'Baye Niang      | OA levée (4 ans)        | Torino FC                | Serie A        |
| 17 juin 2019       | Lilian Brassier   | Premier contrat (3 ans) | Stade rennais FC         | National 3     |
| 17 juin 2019       | Denis-Will Poha   | Retour de prêt          | AS Nancy-Lorraine        | Ligue 2        |
| 18 juin 2019       | Romain Salin      | Transfert libre (2 ans) | Sporting CP              | Liga NOS       |
| 1er juillet 2019   | Faitout Maouassa  | Retour de prêt          | Nîmes Olympique          | Ligue 1        |
| 1er juillet 2019   | Jordan Tell       | Retour de prêt          | US Orléans               | Ligue 2        |
| 1er juillet 2019   | Diafra Sakho      | Retour de prêt          | Bursaspor                | Süper Lig      |
| 1er juillet 2019   | Sacha Boey        | Premier contrat (3 ans) | Stade rennais FC         | National 3     |
| 9 juillet 2019     | Flavien Tait      | Transfert (4 ans)       | Angers SCO               | Ligue 1        |
| 10 juillet 2019    | Pépé Bonet        | Premier contrat (3 ans) | Stade rennais FC         | National 3     |
| 16 juillet 2019    | Jérémy Morel      | Transfert libre (1 an)  | Olympique lyonnais       | Ligue 1        |
| 6 août 2019        | Édouard Mendy     | Transfert (4 ans)       | Stade de Reims           | Ligue 1        |
| 26 août 2019       | Joris Gnagnon     | Prêt (1 an)             | Séville FC               | Liga           |
| 31 août 2019       | Metehan Güçlü     | Transfert (4 ans)       | Paris Saint-Germain      | Ligue 1        |
| 2 septembre 2019   | Jonas Martin      | Transfert (3 ans)       | RC Strasbourg            | Ligue 1        |
| 2 septembre 2019   | Raphinha          | Transfert (5 ans)       | Sporting CP              | Liga NOS       |
| Départs            |                   |                         |                          |                |
| 9 mai 2019         | Mexer             | Fin de contrat (4 ans)  | Girondins de Bordeaux    | Ligue 1        |
| 21 mai 2019        | Brandon           | OA levée                | CA Osasuna               | Liga           |
| 24 mai 2019        | Romain Danzé      | Retraite                | Retraite                 | Retraite       |
| 3 juin 2019        | Hatem Ben Arfa    | Fin de contrat          | Real Valladolid          | Liga           |
| 19 juin 2019       | Stéphane Diarra   | OA levée                | Le Mans FC               | Ligue 2        |
| 21 juin 2019       | Lilian Brassier   | Prêt sans OA (1 an)     | Valenciennes FC          | Ligue 2        |
| 21 juin 2019       | Nicolas Janvier   | Contrat résilié,        | Vitória SC               | Liga NOS       |
| 21 juin 2019       | Maxime Bernauer   | Prêt sans OA (1 an)     | US Concarneau            | National       |
| 1er juillet 2019   | Loïc Badiashile   | Fin de prêt             | AS Monaco                | Ligue 1        |
| 1er juillet 2019   | Abdoulaye Diallo  | Fin de contrat          | Gençlerbirliği SK        | Ptt 1.Lig      |
| 1er juillet 2019   | Edvinas Gertmonas | Fin de contrat          | FK Žalgiris Vilnius      | A Liga         |
| 1er juillet 2019   | Mehdi Zeffane     | Fin de contrat          | Krylia Sovetov Samara    | Premier-Liga   |
| 1er juillet 2019   | Ludovic Baal      | Fin de contrat          | Stade brestois 29        | Ligue 2        |
| 1er juillet 2019   | Justin Gru        | Fin de contrat          |                          |                |
| 1er juillet 2019   | Matthieu Huard    | Fin de contrat          | AC Ajaccio               | Ligue 2        |
| 1er juillet 2019   | Baptiste Gautier  | Fin de contrat          | Stade brestois 29        | Ligue 2        |
| 17 juillet 2019    | Benjamin André    | Transfert (4 ans)       | LOSC Lille               | Ligue 1        |
| 6 août 2019        | Tomáš Koubek      | Transfert (5 ans)       | FC Augsbourg             | Bundesliga     |
| 8 août 2019        | Namakoro Diallo   | Prêt sans OA (1 an)     | US Avranches             | National       |
| 8 août 2019        | Ismaïla Sarr      | Transfert (5 ans)       | Watford FC               | Premier League |
| 14 août 2019       | Ramy Bensebaini   | Transfert (4 ans)       | Borussia Mönchengladbach | Bundesliga     |
| 15 août 2019       | Denis-Will Poha   | Prêt avec OA (1 an)     | Vitória SC               | Liga NOS       |
| 28 août 2019       | Jordan Tell       | Prêt sans OA (1 an)     | SM Caen                  | Ligue 2        |
| 1er septembre 2019 | Armand Laurienté  | Prêt sans OA (1 an)     | FC Lorient               | Ligue 2        |

| Date             | Nom               | Transfert                               | Provenance/Destination | Division         |
| ---------------- | ----------------- | --------------------------------------- | ---------------------- | ---------------- |
| Arrivées         |                   |                                         |                        |                  |
| 31 janvier 2020  | Steven Nzonzi     | Prêt sans OA (6 mois + 1 an en options) | AS Rome                | Serie A          |
| 6 février 2020   | Riffi Mandanda    | Transfert libre (5 mois)                | US Boulogne            | National         |
| 3 mars 2020      | Lorenz Assignon   | Premier contrat (3 ans)                 | Stade rennais FC       | National 3       |
| Départs          |                   |                                         |                        |                  |
| 31 décembre 2019 | Diafra Sakho      | Contrat résilié                         | Neuchâtel Xamax        | Challenge League |
| 31 janvier 2020  | Alexis Trouillet  | Transfert                               | OGC Nice               | Ligue 1          |
| 31 janvier 2020  | Souleyman Doumbia | Prêt avec OA (6 mois)                   | Angers SCO             | Ligue 1          |

## Effectif de la saison 2019-2020
(En italique, les joueurs partis en cours de saison)
| N  | P | Nom                 | Ligue 1 | Ligue 1     | Ligue 1        | Ligue 1 | Ligue 1      | Coupe de France | Coupe de France | Coupe de France | Coupe de France | Coupe de France | Coupe de la Ligue | Coupe de la Ligue | Coupe de la Ligue | Coupe de la Ligue | Coupe de la Ligue | Ligue Europa | Ligue Europa | Ligue Europa   | Ligue Europa | Ligue Europa | Trophée des champions | Trophée des champions | Trophée des champions | Trophée des champions | Trophée des champions | Total | Total       | Total          | Total  | Total        |
| N  | P | Nom                 | MJ      | But inscrit | Passe décisive | Averti  | Carton rouge | MJ              | But inscrit     | Passe décisive  | Averti          | Carton rouge    | MJ                | But inscrit       | Passe décisive    | Averti            | Carton rouge      | MJ           | But inscrit  | Passe décisive | Averti       | Carton rouge | MJ                    | But inscrit           | Passe décisive        | Averti                | Carton rouge          | MJ    | But inscrit | Passe décisive | Averti | Carton rouge |
| -- | - | ------------------- | ------- | ----------- | -------------- | ------- | ------------ | --------------- | --------------- | --------------- | --------------- | --------------- | ----------------- | ----------------- | ----------------- | ----------------- | ----------------- | ------------ | ------------ | -------------- | ------------ | ------------ | --------------------- | --------------------- | --------------------- | --------------------- | --------------------- | ----- | ----------- | -------------- | ------ | ------------ |
| 1  | G | Romain Salin        | 4       | 0           | 0              | 1       | 0            | 0               | 0               | 0               | 0               | 0               | 1                 | 0                 | 0                 | 0                 | 0                 | 2            | 0            | 0              | 1            | 0            | 0                     | 0                     | 0                     | 0                     | 0                     | 7     | 0           | 0              | 2      | 0            |
| 16 | G | Édouard Mendy       | 24      | 0           | 0              | 1       | 0            | 5               | 0               | 0               | 0               | 0               | 0                 | 0                 | 0                 | 0                 | 0                 | 4            | 0            | 0              | 0            | 1            | 0                     | 0                     | 0                     | 0                     | 0                     | 33    | 0           | 0              | 1      | 1            |
| 30 | G | Pépé Bonet          | 0       | 0           | 0              | 0       | 0            | 0               | 0               | 0               | 0               | 0               | 0                 | 0                 | 0                 | 0                 | 0                 | 1            | 0            | 0              | 0            | 0            | 0                     | 0                     | 0                     | 0                     | 0                     | 1     | 0           | 0              | 0      | 0            |
| -  | G | Tomáš Koubek        | 0       | 0           | 0              | 0       | 0            | 0               | 0               | 0               | 0               | 0               | 0                 | 0                 | 0                 | 0                 | 0                 | 0            | 0            | 0              | 0            | 0            | 1                     | 0                     | 0                     | 0                     | 0                     | 1     | 0           | 0              | 0      | 0            |
| -  | G | Riffi Mandanda      | 0       | 0           | 0              | 0       | 0            | 0               | 0               | 0               | 0               | 0               | 0                 | 0                 | 0                 | 0                 | 0                 | 0            | 0            | 0              | 0            | 0            | 0                     | 0                     | 0                     | 0                     | 0                     | 0     | 0           | 0              | 0      | 0            |
| 3  | D | Damien Da Silva     | 25      | 1           | 2              | 3       | 0            | 3               | 0               | 0               | 2               | 0               | 0                 | 0                 | 0                 | 0                 | 0                 | 3            | 0            | 0              | 0            | 0            | 1                     | 0                     | 0                     | 0                     | 0                     | 32    | 1           | 2              | 5      | 0            |
| 4  | D | Gerzino Nyamsi      | 4       | 0           | 0              | 0       | 0            | 0               | 0               | 0               | 0               | 0               | 1                 | 0                 | 0                 | 0                 | 0                 | 2            | 0            | 0              | 2            | 0            | 0                     | 0                     | 0                     | 0                     | 0                     | 7     | 0           | 0              | 2      | 0            |
| 15 | D | Jérémy Morel        | 21      | 1           | 1              | 2       | 0            | 2               | 0               | 0               | 0               | 0               | 1                 | 0                 | 0                 | 0                 | 0                 | 3            | 1            | 0              | 0            | 0            | 1                     | 0                     | 0                     | 0                     | 0                     | 28    | 2           | 1              | 2      | 0            |
| 17 | D | Faitout Maouassa    | 23      | 3           | 1              | 3       | 0            | 5               | 0               | 0               | 1               | 0               | 0                 | 0                 | 0                 | 0                 | 0                 | 3            | 0            | 1              | 1            | 0            | 1                     | 0                     | 0                     | 0                     | 0                     | 32    | 3           | 2              | 5      | 0            |
| 21 | D | Joris Gnagnon       | 19      | 0           | 1              | 2       | 0            | 5               | 0               | 0               | 1               | 0               | 1                 | 0                 | 0                 | 0                 | 0                 | 6            | 2            | 0              | 2            | 0            | 0                     | 0                     | 0                     | 0                     | 0                     | 31    | 2           | 1              | 5      | 0            |
| 26 | D | Jérémy Gélin        | 14      | 0           | 0              | 1       | 0            | 3               | 1               | 0               | 0               | 0               | 0                 | 0                 | 0                 | 0                 | 0                 | 0            | 0            | 0              | 0            | 0            | 1                     | 0                     | 0                     | 0                     | 0                     | 18    | 1           | 0              | 1      | 0            |
| 27 | D | Hamari Traoré       | 27      | 0           | 5              | 7       | 0            | 5               | 1               | 0               | 1               | 0               | 1                 | 0                 | 0                 | 0                 | 0                 | 4            | 0            | 0              | 1            | 0            | 0                     | 0                     | 0                     | 0                     | 0                     | 37    | 1           | 5              | 8      | 0            |
| 31 | D | Sacha Boey          | 5       | 0           | 1              | 1       | 0            | 0               | 0               | 0               | 0               | 0               | 1                 | 0                 | 0                 | 0                 | 0                 | 2            | 0            | 1              | 0            | 0            | 1                     | 0                     | 0                     | 0                     | 0                     | 9     | 0           | 2              | 1      | 0            |
| 33 | D | Lorenz Assignon     | 0       | 0           | 0              | 0       | 0            | 0               | 0               | 0               | 0               | 0               | 0                 | 0                 | 0                 | 0                 | 0                 | 0            | 0            | 0              | 0            | 0            | 0                     | 0                     | 0                     | 0                     | 0                     | 0     | 0           | 0              | 0      | 0            |
| 38 | D | Brandon Soppy       | 0       | 0           | 0              | 0       | 0            | 0               | 0               | 0               | 0               | 0               | 0                 | 0                 | 0                 | 0                 | 0                 | 0            | 0            | 0              | 0            | 0            | 0                     | 0                     | 0                     | 0                     | 0                     | 0     | 0           | 0              | 0      | 0            |
| -  | D | Souleyman Doumbia   | 1       | 0           | 0              | 0       | 0            | 0               | 0               | 0               | 0               | 0               | 0                 | 0                 | 0                 | 0                 | 0                 | 2            | 0            | 0              | 0            | 0            | 0                     | 0                     | 0                     | 0                     | 0                     | 3     | 0           | 0              | 0      | 0            |
| 6  | M | Jakob Johansson     | 0       | 0           | 0              | 0       | 0            | 0               | 0               | 0               | 0               | 0               | 0                 | 0                 | 0                 | 0                 | 0                 | 0            | 0            | 0              | 0            | 0            | 0                     | 0                     | 0                     | 0                     | 0                     | 0     | 0           | 0              | 0      | 0            |
| 8  | M | Clément Grenier     | 11      | 1           | 0              | 2       | 0            | 1               | 0               | 0               | 1               | 0               | 0                 | 0                 | 0                 | 0                 | 0                 | 4            | 0            | 1              | 1            | 0            | 1                     | 0                     | 0                     | 0                     | 0                     | 17    | 1           | 1              | 4      | 0            |
| 10 | M | Rafik Guitane       | 2       | 0           | 0              | 0       | 0            | 0               | 0               | 0               | 0               | 0               | 0                 | 0                 | 0                 | 0                 | 0                 | 2            | 0            | 0              | 0            | 0            | 0                     | 0                     | 0                     | 0                     | 0                     | 4     | 0           | 0              | 0      | 0            |
| 12 | M | James Léa Siliki    | 20      | 0           | 0              | 4       | 0            | 5               | 1               | 0               | 1               | 0               | 0                 | 0                 | 0                 | 0                 | 0                 | 3            | 0            | 0              | 0            | 0            | 1                     | 0                     | 0                     | 1                     | 0                     | 29    | 1           | 0              | 6      | 0            |
| 14 | M | Benjamin Bourigeaud | 25      | 2           | 3              | 5       | 0            | 4               | 0               | 0               | 0               | 0               | 1                 | 1                 | 0                 | 0                 | 0                 | 5            | 0            | 0              | 1            | 0            | 1                     | 0                     | 1                     | 1                     | 0                     | 35    | 3           | 4              | 7      | 0            |
| 18 | M | Eduardo Camavinga   | 25      | 1           | 2              | 4       | 0            | 5               | 0               | 0               | 2               | 0               | 1                 | 0                 | 0                 | 0                 | 0                 | 4            | 0            | 0              | 0            | 1            | 1                     | 0                     | 0                     | 0                     | 0                     | 36    | 1           | 0              | 6      | 1            |
| 20 | M | Flavien Tait        | 17      | 2           | 3              | 0       | 1            | 3               | 0               | 0               | 0               | 0               | 1                 | 0                 | 0                 | 0                 | 0                 | 4            | 0            | 1              | 0            | 0            | 1                     | 0                     | 0                     | 0                     | 0                     | 26    | 2           | 4              | 0      | 1            |
| 25 | M | Steven Nzonzi       | 5       | 0           | 0              | 0       | 0            | 2               | 0               | 0               | 0               | 0               | 0                 | 0                 | 0                 | 0                 | 0                 | 0            | 0            | 0              | 0            | 0            | 0                     | 0                     | 0                     | 0                     | 0                     | 7     | 0           | 0              | 0      | 0            |
| 28 | M | Jonas Martin        | 3       | 0           | 0              | 1       | 0            | 0               | 0               | 0               | 0               | 0               | 0                 | 0                 | 0                 | 0                 | 0                 | 2            | 0            | 0              | 0            | 0            | 0                     | 0                     | 0                     | 0                     | 0                     | 5     | 0           | 0              | 1      | 0            |
| 34 | M | Yann Gboho          | 8       | 1           | 1              | 1       | 0            | 4               | 1               | 1               | 0               | 0               | 1                 | 0                 | 1                 | 0                 | 0                 | 3            | 0            | 0              | 1            | 0            | 1                     | 0                     | 0                     | 0                     | 0                     | 17    | 2           | 3              | 2      | 0            |
| -  | M | Alexis Trouillet    | 0       | 0           | 0              | 0       | 0            | 0               | 0               | 0               | 0               | 0               | 0                 | 0                 | 0                 | 0                 | 0                 | 0            | 0            | 0              | 0            | 0            | 0                     | 0                     | 0                     | 0                     | 0                     | 0     | 0           | 0              | 0      | 0            |
| 7  | A | Raphinha            | 22      | 5           | 3              | 4       | 0            | 3               | 2               | 2               | 0               | 0               | 1                 | 0                 | 0                 | 1                 | 0                 | 4            | 0            | 0              | 2            | 0            | 0                     | 0                     | 0                     | 0                     | 0                     | 30    | 7           | 5              | 7      | 0            |
| 9  | A | Jordan Siebatcheu   | 14      | 0           | 1              | 3       | 0            | 2               | 1               | 0               | 0               | 0               | 0                 | 0                 | 0                 | 0                 | 0                 | 5            | 0            | 0              | 2            | 0            | 0                     | 0                     | 0                     | 0                     | 0                     | 21    | 1           | 1              | 5      | 0            |
| 11 | A | M'Baye Niang        | 26      | 10          | 2              | 2       | 0            | 5               | 4               | 0               | 1               | 0               | 0                 | 0                 | 0                 | 0                 | 0                 | 5            | 1            | 0              | 1            | 0            | 0                     | 0                     | 0                     | 0                     | 0                     | 36    | 15          | 2              | 4      | 0            |
| 19 | A | Metehan Güçlü       | 0       | 0           | 0              | 0       | 0            | 0               | 0               | 0               | 0               | 0               | 0                 | 0                 | 0                 | 0                 | 0                 | 0            | 0            | 0              | 0            | 0            | 0                     | 0                     | 0                     | 0                     | 0                     | 0     | 0           | 0              | 0      | 0            |
| 22 | A | Romain Del Castillo | 21      | 2           | 5              | 2       | 0            | 5               | 0               | 3               | 2               | 0               | 1                 | 0                 | 0                 | 0                 | 0                 | 5            | 0            | 0              | 0            | 0            | 1                     | 0                     | 0                     | 0                     | 0                     | 33    | 2           | 8              | 4      | 0            |
| 23 | A | Adrien Hunou        | 23      | 9           | 1              | 2       | 0            | 5               | 0               | 0               | 0               | 0               | 1                 | 1                 | 0                 | 0                 | 0                 | 4            | 1            | 0              | 0            | 0            | 1                     | 1                     | 0                     | 0                     | 0                     | 34    | 11          | 1              | 2      | 0            |
| 32 | A | Lucas Da Cunha      | 2       | 0           | 0              | 0       | 0            | 0               | 0               | 0               | 0               | 0               | 1                 | 0                 | 0                 | 0                 | 0                 | 2            | 0            | 0              | 0            | 0            | 0                     | 0                     | 0                     | 0                     | 0                     | 5     | 0           | 0              | 0      | 0            |
| 35 | A | Georginio Rutter    | 0       | 0           | 0              | 0       | 0            | 0               | 0               | 0               | 0               | 0               | 0                 | 0                 | 0                 | 0                 | 0                 | 0            | 0            | 0              | 0            | 0            | 0                     | 0                     | 0                     | 0                     | 0                     | 0     | 0           | 0              | 0      | 0            |
| -  | A | Diafra Sakho        | 0       | 0           | 0              | 0       | 0            | 0               | 0               | 0               | 0               | 0               | 0                 | 0                 | 0                 | 0                 | 0                 | 0            | 0            | 0              | 0            | 0            | 0                     | 0                     | 0                     | 0                     | 0                     | 0     | 0           | 0              | 0      | 0            |

## Équipe-type
Il s'agit de la formation la plus courante rencontrée en championnat

## Rencontres de la saison

### Liste
|    | Jour  | Date          | Heure                                                          | Compétition                                                    | Tour                                                           | Adversaire                                                     | Lieu                                                           | Score                                                          | Place                                                          | Affluence                                                      |
| -- | ----- | ------------- | -------------------------------------------------------------- | -------------------------------------------------------------- | -------------------------------------------------------------- | -------------------------------------------------------------- | -------------------------------------------------------------- | -------------------------------------------------------------- | -------------------------------------------------------------- | -------------------------------------------------------------- |
| 1  | sam.  | 13 juillet    | 16 h 00                                                        | Amical                                                         | Amical                                                         | Celtic                                                         | E                                                              | 0 - 0                                                          | 0 - 0                                                          |                                                                |
| 2  | jeu.  | 18 juillet    | 19 h 00                                                        | Amical                                                         | Amical                                                         | Chelsea                                                        | N                                                              | 1 - 1                                                          | 1 - 1                                                          | 4 005                                                          |
| 3  | mar.  | 23 juillet    | 19 h 00                                                        | Amical                                                         | Amical                                                         | Brest                                                          | N                                                              | 1 - 0                                                          | 1 - 0                                                          |                                                                |
| 4  | ven.  | 26 juillet    | 18 h 00                                                        | Amical                                                         | Amical                                                         | RB Leipzig                                                     | N                                                              | 2 - 0                                                          | 2 - 0                                                          | 3 047                                                          |
| 5  | sam.  | 3 août        | 13 h 30                                                        | Trophée des champions                                          | Trophée des champions                                          | Paris                                                          | N                                                              | 2 - 1                                                          | 2 - 1                                                          | 22 045                                                         |
| 6  | sam.  | 10 août       | 20 h 00                                                        | Ligue 1                                                        | 1                                                              | Montpellier                                                    | E                                                              | 0 - 1                                                          | 8e                                                             | 15 212                                                         |
| 7  | dim.  | 18 août       | 21 h 00                                                        | Ligue 1                                                        | 2                                                              | Paris                                                          | D                                                              | 2 - 1                                                          | 3e                                                             | 28 596                                                         |
| 8  | sam.  | 25 août       | 17 h 00                                                        | Ligue 1                                                        | 3                                                              | Strasbourg                                                     | E                                                              | 0 - 2                                                          | 1er                                                            | 24 951                                                         |
| 9  | dim.  | 1er septembre | 15 h 00                                                        | Ligue 1                                                        | 4                                                              | Nice                                                           | D                                                              | 1 - 2                                                          | 2e                                                             | 26 721                                                         |
| 10 | sam.  | 14 septembre  | 20 h 00                                                        | Ligue 1                                                        | 5                                                              | Brest                                                          | E                                                              | 0 - 0                                                          | 2e                                                             | 14 937                                                         |
| 11 | jeu.  | 19 septembre  | 18 h 55                                                        | Ligue Europa                                                   | Groupes - 1                                                    | Celtic                                                         | D                                                              | 1 - 1                                                          | 3e                                                             | 27 026                                                         |
| 12 | dim.  | 22 septembre  | 15 h 00                                                        | Ligue 1                                                        | 6                                                              | Lille                                                          | D                                                              | 1 - 1                                                          | 4e                                                             | 25 772                                                         |
| 13 | mer.  | 25 septembre  | 19 h 00                                                        | Ligue 1                                                        | 7                                                              | Nantes                                                         | E                                                              | 1 - 0                                                          | 9e                                                             | 26 952                                                         |
| 14 | dilm. | 29 septembre  | 21 h 00                                                        | Ligue 1                                                        | 8                                                              | Marseille                                                      | E                                                              | 1 - 1                                                          | 8e                                                             | 44 281                                                         |
| 15 | jeu.  | 3 octobre     | 21 h 00                                                        | Ligue Europa                                                   | Groupes - 2                                                    | Lazio                                                          | E                                                              | 2 - 1                                                          | 4e                                                             | 13 072                                                         |
| 16 | dim.  | 6 octobre     | 17 h 00                                                        | Ligue 1                                                        | 9                                                              | Reims                                                          | D                                                              | 0 - 1                                                          | 10e                                                            | 20 950                                                         |
| 17 | dim.  | 20 octobre    | 17 h 00                                                        | Ligue 1                                                        | 10                                                             | Monaco                                                         | E                                                              | 3 - 2                                                          | 12e                                                            | 6 763                                                          |
| 18 | jeu.  | 24 octobre    | 21 h 00                                                        | Ligue Europa                                                   | Groupes - 3                                                    | Cluj                                                           | D                                                              | 0 - 1                                                          | 4e                                                             | 27 330                                                         |
| 19 | dim.  | 27 octobre    | 15 h 00                                                        | Ligue 1                                                        | 11                                                             | Toulouse                                                       | D                                                              | 3 - 2                                                          | 9e                                                             | 22 918                                                         |
| 20 | sam.  | 2 novembre    | 20 h 00                                                        | Ligue 1                                                        | 12                                                             | Nîmes                                                          | E                                                              | Reporté                                                        | Reporté                                                        | Reporté                                                        |
| 20 | jeu.  | 7 novembre    | 18 h 55                                                        | Ligue Europa                                                   | Groupes - 4                                                    | Cluj                                                           | E                                                              | 0 - 1                                                          | 4e                                                             | 10 000                                                         |
| 21 | dim.  | 10 novembre   | 15 h 00                                                        | Ligue 1                                                        | 13                                                             | Amiens                                                         | D                                                              | 3 - 1                                                          | 10e                                                            | 20 677                                                         |
| 22 | sam.  | 23 novembre   | 20 h 00                                                        | Ligue 1                                                        | 14                                                             | Dijon                                                          | E                                                              | 2 - 1                                                          | 11e                                                            | 12 084                                                         |
| 23 | jeu.  | 28 novembre   | 21 h 00                                                        | Ligue Europa                                                   | Groupes - 5                                                    | Celtic                                                         | E                                                              | 3 - 1                                                          | 4e                                                             | 56 172                                                         |
| 24 | dim.  | 1er décembre  | 17 h 00                                                        | Ligue 1                                                        | 15                                                             | Saint-Étienne                                                  | D                                                              | 2 - 1                                                          | 11e                                                            | 26 738                                                         |
| 25 | mer.  | 4 décembre    | 19 h 00                                                        | Ligue 1                                                        | 16                                                             | Metz                                                           | E                                                              | 0 - 1                                                          | 7e                                                             | 14 214                                                         |
| 26 | sam.  | 7 décembre    | 20 h 00                                                        | Ligue 1                                                        | 17                                                             | Angers                                                         | D                                                              | 2 - 1                                                          | 4e                                                             | 25 656                                                         |
| 27 | jeu.  | 12 décembre   | 18 h 55                                                        | Ligue Europa                                                   | Groupes - 6                                                    | Lazio                                                          | D                                                              | 2 - 0                                                          | 4e                                                             | 25 082                                                         |
| 28 | dim.  | 15 décembre   | 17 h 00                                                        | Ligue 1                                                        | 18                                                             | Lyon                                                           | E                                                              | 0 - 1                                                          | 4e                                                             | 45 010                                                         |
| 29 | mer.  | 18 décembre   | 21 h 05                                                        | Coupe de la Ligue                                              | 1/8 de finale                                                  | Amiens                                                         | E                                                              | 3 - 2                                                          | 3 - 2                                                          | 4 883                                                          |
| 30 | sam.  | 21 décembre   | 20 h 45                                                        | Ligue 1                                                        | 19                                                             | Bordeaux                                                       | D                                                              | 1 - 0                                                          | 3e                                                             | 26 403                                                         |
| 31 | sam.  | 4 janvier     | 18 h 00                                                        | Coupe de France                                                | 1/32 de finale                                                 | Amiens                                                         | D                                                              | 0 - 0                                                          | 0 - 0                                                          | 13 525                                                         |
| 32 | ven.  | 10 janvier    | 20 h 45                                                        | Ligue 1                                                        | 20                                                             | Marseille                                                      | D                                                              | 0 - 1                                                          | 3e                                                             | 28 896                                                         |
| 33 | mer.  | 15 janvier    | 19 h 00                                                        | Ligue 1                                                        | 12                                                             | Nîmes                                                          | E                                                              | 0 - 1                                                          | 3e                                                             | 12 388                                                         |
| 34 | dim.  | 19 janvier    | 17 h 15                                                        | Coupe de France                                                | 1/16 de finale                                                 | Athlético (N3)                                                 | E                                                              | 0 - 2                                                          | 0 - 2                                                          | 5 098                                                          |
| 35 | ven.  | 24 janvier    | 20 h 45                                                        | Ligue 1                                                        | 21                                                             | Nice                                                           | E                                                              | 1 - 1                                                          | 3e                                                             | 15 199                                                         |
| 36 | mar.  | 28 janvier    | 18 h 30                                                        | Coupe de France                                                | 1/8 de finale                                                  | Angers                                                         | E                                                              | 4 - 5                                                          | 4 - 5                                                          | 9 821                                                          |
| 37 | ven.  | 31 janvier    | 20 h 45                                                        | Ligue 1                                                        | 22                                                             | Nantes                                                         | D                                                              | 3 - 2                                                          | 3e                                                             | 27 836                                                         |
| 38 | mar.  | 4 février     | 19 h 00                                                        | Ligue 1                                                        | 23                                                             | Lille                                                          | E                                                              | 1 - 0                                                          | 3e                                                             | 35 030                                                         |
| 39 | sam.  | 8 février     | 20 h 00                                                        | Ligue 1                                                        | 24                                                             | Brest                                                          | D                                                              | 0 - 0                                                          | 3e                                                             | 28 436                                                         |
| 40 | mar.  | 11 février    | 20 h 55                                                        | Coupe de France                                                | 1/4 de finale                                                  | Belfort (N2)                                                   | E                                                              | 0 - 3                                                          | 0 - 3                                                          | 19 506                                                         |
| 41 | dim.  | 16 février    | 17 h 00                                                        | Ligue 1                                                        | 25                                                             | Reims                                                          | E                                                              | 1 - 0                                                          | 3e                                                             | 13 026                                                         |
| 42 | dim.  | 23 février    | 17 h 00                                                        | Ligue 1                                                        | 26                                                             | Nîmes                                                          | D                                                              | 2 - 1                                                          | 3e                                                             | 28 084                                                         |
| 43 | sam.  | 29 février    | 20 h 00                                                        | Ligue 1                                                        | 27                                                             | Toulouse                                                       | E                                                              | 0 - 2                                                          | 3e                                                             | 13 301                                                         |
| 44 | jeu.  | 5 mars        | 20 h 55                                                        | Coupe de France                                                | 1/2 finale                                                     | Saint-Étienne                                                  | E                                                              | 2 - 1                                                          | 2 - 1                                                          | 30 535                                                         |
| 45 | dim.  | 8 mars        | 17 h 00                                                        | Ligue 1                                                        | 28                                                             | Montpellier                                                    | D                                                              | 5 - 0                                                          | 3e                                                             | 24 818                                                         |
|    | ven.  | 13 mars       | Suspension des compétitions à cause de la pandémie de Covid-19 | Suspension des compétitions à cause de la pandémie de Covid-19 | Suspension des compétitions à cause de la pandémie de Covid-19 | Suspension des compétitions à cause de la pandémie de Covid-19 | Suspension des compétitions à cause de la pandémie de Covid-19 | Suspension des compétitions à cause de la pandémie de Covid-19 | Suspension des compétitions à cause de la pandémie de Covid-19 | Suspension des compétitions à cause de la pandémie de Covid-19 |
|    | jeu.  | 30 avril      | Arrêt du championnat,                                          | Arrêt du championnat,                                          | Arrêt du championnat,                                          | Arrêt du championnat,                                          | Arrêt du championnat,                                          | Arrêt du championnat,                                          | 3e                                                             |                                                                |
| 46 |       |               |                                                                | Ligue 1                                                        | 29                                                             | Bordeaux                                                       | E                                                              | -                                                              |                                                                |                                                                |
| 47 |       |               |                                                                | Ligue 1                                                        | 30                                                             | Lyon                                                           | D                                                              | -                                                              |                                                                |                                                                |
| 48 |       |               |                                                                | Ligue 1                                                        | 31                                                             | Amiens                                                         | E                                                              | -                                                              |                                                                |                                                                |
| 49 |       |               |                                                                | Ligue 1                                                        | 32                                                             | Saint-Étienne                                                  | E                                                              | -                                                              |                                                                |                                                                |
| 50 |       |               |                                                                | Ligue 1                                                        | 33                                                             | Metz                                                           | D                                                              | -                                                              |                                                                |                                                                |
| 51 |       |               |                                                                | Ligue 1                                                        | 34                                                             | Strasbourg                                                     | D                                                              | -                                                              |                                                                |                                                                |
| 52 |       |               |                                                                | Ligue 1                                                        | 35                                                             | Angers                                                         | E                                                              | -                                                              |                                                                |                                                                |
| 53 |       |               |                                                                | Ligue 1                                                        | 36                                                             | Dijon                                                          | D                                                              | -                                                              |                                                                |                                                                |
| 54 |       |               |                                                                | Ligue 1                                                        | 37                                                             | Paris                                                          | E                                                              | -                                                              |                                                                |                                                                |
| 55 |       |               |                                                                | Ligue 1                                                        | 38                                                             | Monaco                                                         | D                                                              | -                                                              |                                                                |                                                                |

### Détail des matchs

#### Ligue Europa
| Rang | Équipe           | Pts | J | G | N | P | Bp | Bc | Diff |  | Résultats (▼ dom., ► ext.) |     |     |     |     |
| ---- | ---------------- | --- | - | - | - | - | -- | -- | ---- |  | -------------------------- | --- | --- | --- | --- |
| 1    | Celtic FC        | 13  | 6 | 4 | 1 | 1 | 10 | 6  | +4   |  | Celtic FC                  |     | 2-0 | 2-1 | 3-1 |
| 2    | CFR Cluj         | 12  | 6 | 4 | 0 | 2 | 6  | 4  | +2   |  | CFR Cluj                   | 2-0 |     | 2-1 | 1-0 |
| 3    | Lazio Rome       | 6   | 6 | 2 | 0 | 4 | 6  | 9  | -3   |  | Lazio Rome                 | 1-2 | 1-0 |     | 2-1 |
| 4    | Stade rennais FC | 4   | 6 | 1 | 1 | 4 | 5  | 8  | -3   |  | Stade rennais FC           | 1-1 | 0-1 | 2-0 |     |

## Bilan des compétitions
| Compétition           | Vainqueur final     | Débute au tour   | Place ou tour final | Première rencontre | Dernière rencontre | Nombre |
| --------------------- | ------------------- | ---------------- | ------------------- | ------------------ | ------------------ | ------ |
| Trophée des champions | Paris Saint-Germain | Finale           | Finaliste           | 3 août 2019        | 3 août 2019        | 1      |
| Ligue 1               | Paris Saint-Germain | 1re journée      | 3e                  | 10 août 2019       | 8 mars 2020        | 28     |
| Coupe de France       | Paris Saint-Germain | 1/32 de finale   | 1/2 finale          | 4 janvier 2020     | 5 mars 2020        | 5      |
| Coupe de la Ligue     | Paris Saint-Germain | 1/8 de finale    | 1/8 de finale       | 18 décembre 2019   | 18 décembre 2019   | 1      |
| Ligue Europa          | Séville FC          | Phase de groupes | Phase de groupes    | 19 septembre 2019  | 12 décembre 2019   | 6      |

| Compétition           | Match joués | Gagnés | Nuls | Perdus | Buts Pour | Buts contre | Différence |
| --------------------- | ----------- | ------ | ---- | ------ | --------- | ----------- | ---------- |
| Trophée des champions | 1           | 0      | 0    | 1      | 1         | 2           | -1         |
| Ligue 1               | 28          | 15     | 5    | 8      | 38        | 24          | +14        |
| Coupe de France       | 5           | 3      | 1    | 1      | 11        | 6           | +5         |
| Coupe de la Ligue     | 1           | 0      | 0    | 1      | 2         | 3           | -1         |
| Ligue Europa          | 6           | 1      | 1    | 4      | 3         | 8           | -5         |
| Total                 | 41          | 19     | 7    | 15     | 55        | 43          | +12        |

### Résultats par journée
Nota : l'ordre des journées est celui dans lequel elles ont été jouées. La place au classement est celle à l'issue du week-end ou du milieu de semaine.
| Journée   | 1 | 2 | 3 | 4 | 5 | 6 | 7 | 8 | 9  | 10 | 11 | 13 | 14 | 15 | 16 | 17 | 18 | 19 | 20 | 12 | 21 | 22 | 23 | 24 | 25 | 26 | 27 | 28 | 29       | 30       | 31       | 32       | 33       | 34       | 35       | 36       | 37       | 38       |
| --------- | - | - | - | - | - | - | - | - | -- | -- | -- | -- | -- | -- | -- | -- | -- | -- | -- | -- | -- | -- | -- | -- | -- | -- | -- | -- | -------- | -------- | -------- | -------- | -------- | -------- | -------- | -------- | -------- | -------- |
| Résultats | V | V | V | D | N | N | D | N | D  | D  | V  | V  | D  | V  | V  | V  | V  | V  | D  | V  | N  | V  | D  | N  | D  | V  | V  | V  | Non joué | Non joué | Non joué | Non joué | Non joué | Non joué | Non joué | Non joué | Non joué | Non joué |
| Place     | 8 | 3 | 1 | 2 | 2 | 4 | 9 | 8 | 10 | 12 | 9  | 10 | 11 | 11 | 7  | 4  | 4  | 3  | 3  | 3  | 3  | 3  | 3  | 3  | 3  | 3  | 3  | 3  | Non joué | Non joué | Non joué | Non joué | Non joué | Non joué | Non joué | Non joué | Non joué | Non joué |

Terrain : D = Domicile ; E = Extérieur Résultat : V = Victoire ; N = Nul ; D = Défaite

### Classement
| Rang | Équipe                      | Pts | J  | G  | N  | P  | Bp | Bc | Diff | Qualification ou relégation                                             |
| ---- | --------------------------- | --- | -- | -- | -- | -- | -- | -- | ---- | ----------------------------------------------------------------------- |
| 1    | Paris Saint-Germain T S C L | 68  | 27 | 22 | 2  | 3  | 75 | 24 | +51  | Qualification pour la phase de groupes de la Ligue des champions        |
| 2    | Olympique de Marseille      | 56  | 28 | 16 | 8  | 4  | 41 | 29 | +12  | Qualification pour la phase de groupes de la Ligue des champions        |
| 3    | Stade rennais FC            | 50  | 28 | 15 | 5  | 8  | 38 | 24 | +14  | Qualification pour la phase de groupes de la Ligue des champions        |
| 4    | LOSC Lille                  | 49  | 28 | 15 | 4  | 9  | 35 | 27 | +8   | Qualification pour la phase de groupes de la Ligue Europa               |
| 5    | OGC Nice                    | 41  | 28 | 11 | 8  | 9  | 41 | 38 | +3   | Qualification pour la phase de groupes de la Ligue Europa               |
| 6    | Stade de Reims              | 41  | 28 | 10 | 11 | 7  | 26 | 21 | +5   | Qualification pour le deuxième tour de qualification de la Ligue Europa |
| 7    | Olympique lyonnais          | 40  | 28 | 11 | 7  | 10 | 42 | 27 | +15  |                                                                         |

## Réserve et équipes de jeunes
La réserve du Stade rennais FC entraînée par Romain Ferrier évolue en National 3 - Groupe Bretagne.

### Réserve

#### National 3, groupe Bretagne
| Date                                                            | Journée | Adversaire             | Lieu | Score | Buteurs rennais                                                                    | Classement |
| --------------------------------------------------------------- | ------- | ---------------------- | ---- | ----- | ---------------------------------------------------------------------------------- | ---------- |
| 17 août 2019                                                    | J01     | GSI Pontivy            | E    | 1 - 1 | Franck Rivollier 84e                                                               | 9e         |
| 24 août 2019                                                    | J02     | Saint-Colomban Locminé | E    | 1 - 1 | Franck Rivollier 3e                                                                | 7e         |
| 31 août 2019                                                    | J03     | TA Rennes              | D    | 4 - 4 | Lucas Da Cunha 4e Yann Gboho 11e (pen.) 80e Georginio Rutter 29e                   | 9e         |
| 7 septembre 2019                                                | J04     | Ergué-Gabéric          | E    | 1 - 2 | Dylan Gbeuly 2e Alan Kerouedan 73e                                                 | 6e         |
| 21 septembre 2019                                               | J05     | FC Guichen             | D    | 3 - 1 | Lucas Da Cunha 30e Georginio Rutter 33e Lorenz Assignon 90+2e                      | 2e         |
| 5 octobre 2019                                                  | J06     | Stade pontivyen        | E    | 2 - 2 | Sacha Boey 71e (pen.) Franck Rivollier 83e                                         | 4e         |
| 19 octobre 2019                                                 | J07     | Dinan Léhon            | D    | 2 - 1 | Alan Kerouedan 13e Romain Del Castillo 41e                                         | 3e         |
| 9 novembre 2019                                                 | J09     | Plouzané ACF           | D    | 1 - 1 | Lorenz Assignon 75e                                                                | 4e         |
| 17 novembre 2019                                                | J08     | US Trégunc             | E    | 1 - 1 |                                                                                    | 4e         |
| 23 novembre 2019                                                | J10     | Stade brestois 29 rés. | E    | 1 - 2 | Franck Rivollier Lucas Da Cunha                                                    | 4e         |
| 30 novembre 2019                                                | J11     | Lannion FC             | D    | 0 - 0 |                                                                                    | 4e         |
| 14 décembre 2019                                                | J12     | AGLD Fougères          | D    | 1 - 1 | Isaac Matondo 61e                                                                  | 5e         |
| 18 janvier 2020                                                 | J13     | Stade plabennécois     | E    | 2 - 1 |                                                                                    | 6e         |
| 25 janvier 2020                                                 | J14     | Ergué-Gabéric          | D    | 1 - 1 | Alan Kerouedan 3e                                                                  | 5e         |
| 8 février 2020                                                  | J15     | FC Guichen             | E    | 0 - 5 | Alan Kerouedan 13e 18e Isaac Matondo 30e Mathis Picouleau 39e Georginio Rutter 60e | 5e         |
| 16 février 2020                                                 | J16     | TA Rennes              | E    | 1 - 1 | Franck Rivollier 66e                                                               | 5e         |
| 29 février 2020                                                 | J17     | Stade pontivyen        | D    | 2 - 1 |                                                                                    | 5e         |
| 7 mars 2020                                                     | J18     | Dinan Léhon            | E    | 3 - 0 |                                                                                    | 6e         |
| Fin du championnat à cause de la Pandémie de Covid-19 en France |         |                        |      |       |                                                                                    |            |
|                                                                 | J19     | US Trégunc             | D    |       |                                                                                    |            |
|                                                                 | J20     | Plouzané ACF           | E    |       |                                                                                    |            |
|                                                                 | J21     | Stade brestois 29 rés. | D    |       |                                                                                    |            |
|                                                                 | J22     | Lannion FC             | E    |       |                                                                                    |            |
|                                                                 | J23     | GSI Pontivy            | D    |       |                                                                                    |            |
|                                                                 | J24     | AGLD Fougères          | E    |       |                                                                                    |            |
|                                                                 | J25     | Stade plabennécois     | D    |       |                                                                                    |            |
|                                                                 | J26     | Saint-Colomban Locminé | D    |       |                                                                                    |            |

### U19

#### Championnat de France, groupe C
| Date                                                            | Journée | Adversaire            | Lieu | Score | Classement |
| --------------------------------------------------------------- | ------- | --------------------- | ---- | ----- | ---------- |
| 25 août 2019                                                    | J01     | Trélissac FC          | D    | 3 - 1 | 3e         |
| 1er septembre 2019                                              | J02     | US Concarneau         | E    | 1 - 0 | 9e         |
| 8 septembre 2019                                                | J03     | Girondins de Bordeaux | D    | 1 - 1 | 8e         |
| 15 septembre 2019                                               | J04     | FC Nantes             | D    | 3 - 3 | 7e         |
| 22 septembre 2019                                               | J05     | Tours FC              | E    | 1 - 2 | 6e         |
| 29 septembre 2019                                               | J06     | EA Guingamp           | D    | 1 - 1 | 7e         |
| 6 octobre 2019                                                  | J07     | Chamois niortais FC   | E    | 3 - 3 | 6e         |
| 13 octobre 2019                                                 | J08     | Le Mans FC            | D    | 8 - 0 | 6e         |
| 20 octobre 2019                                                 | J09     | Vannes OC             | E    | 0 - 1 | 5e         |
| 10 novembre 2019                                                | J10     | Angers SCO            | D    | 2 - 3 | 5e         |
| 17 novembre 2019                                                | J11     | Aviron Bayonnais FC   | E    | 2 - 3 | 6e         |
| 24 novembre 2019                                                | J12     | LB Châteauroux        | D    | 2 - 3 | 6e         |
| 1er décembre 2019                                               | J13     | Stade lavallois       | E    | 0 - 0 | 4e         |
| 8 décembre 2019                                                 | J14     | US Concarneau         | D    | 3 - 0 | 4e         |
| 19 janvier 2020                                                 | J15     | Girondins de Bordeaux | E    | 0 - 1 | 4e         |
| 26 janvier 2020                                                 | J16     | FC Nantes             | E    | 3 - 2 | 4e         |
| 9 février 2020                                                  | J17     | Tours FC              | D    | 1 - 2 | 5e         |
| 16 février 2020                                                 | J18     | EA Guingamp           | E    | 2 - 2 | 5e         |
| Fin du championnat à cause de la Pandémie de Covid-19 en France |         |                       |      |       |            |
|                                                                 | J19     | Chamois niortais FC   | D    |       |            |
|                                                                 | J20     | Le Mans FC            | E    |       |            |
|                                                                 | J21     | Vannes OC             | D    |       |            |
|                                                                 | J22     | Angers SCO            | E    |       |            |
|                                                                 | J23     | Aviron Bayonnais FC   | D    |       |            |
|                                                                 | J24     | LB Châteauroux        | E    |       |            |
|                                                                 | J25     | Stade lavallois       | D    |       |            |
|                                                                 | J26     | Trélissac FC          | E    |       |            |

#### Coupe Gambardella
Les moins de 19 ans du Stade rennais FC disputent à partir de décembre la Coupe Gambardella 2019-2020. L'épreuve est ouverte cette saison aux joueurs nés en 2001, 2002 et 2003.

#### UEFA Youth League
Les moins de 19 ans du Stade rennais FC disputent à partir de octobre l'UEFA Youth League 2019-2020

### U17

#### Championnat de France, groupe F
| Date                                                            | Journée | Adversaire        | Lieu | Score | Classement |
| --------------------------------------------------------------- | ------- | ----------------- | ---- | ----- | ---------- |
| 25 août 2019                                                    | J01     | US Boulogne       | D    | 2 - 6 | 12e        |
| 1er septembre 2019                                              | J02     | USJA Carquefou    | E    | 2 - 4 | 9e         |
| 8 septembre 2019                                                | J03     | Le Mans FC        | D    | 3 - 0 | 5e         |
| 15 septembre 2019                                               | J04     | Montrouge FC      | E    | 4 - 1 | 7e         |
| 22 septembre 2019                                               | J05     | Angers SCO        | D    | 2 - 3 | 8e         |
| 28 septembre 2019                                               | J06     | EA Guingamp       | E    | 3 - 2 | 9e         |
| 6 octobre 2019                                                  | J07     | Vannes OC         | D    | 3 - 0 | 7e         |
| 13 octobre 2019                                                 | J08     | USM Saran         | D    | 2 - 1 | 7e         |
| 20 octobre 2019                                                 | J09     | AS Vitré          | E    | 0 - 3 | 5e         |
| 27 octobre 2019                                                 | J10     | CS Brétigny       | D    | 0 - 0 | 5e         |
| 10 novembre 2019                                                | J11     | Stade brestois 29 | E    | 3 - 2 | 5e         |
| 17 novembre 2019                                                | J12     | FC Lorient        | D    | 2 - 0 | 5e         |
| 24 novembre 2019                                                | J13     | Stade lavallois   | E    | 0 - 3 | 5e         |
| 1er décembre 2019                                               | J14     | USJA Carquefou    | D    | 4 - 2 | 5e         |
| 8 décembre 2019                                                 | J15     | Le Mans FC        | E    | 2 - 1 | 5e         |
| 19 janvier 2020                                                 | J16     | Montrouge FC      | D    | 0 - 1 | 5e         |
| 26 janvier 2020                                                 | J17     | Angers SCO        | E    | 0 - 1 | 5e         |
| 8 février 2020                                                  | J18     | EA Guingamp       | E    | 5 - 2 | 5e         |
| 16 février 2020                                                 | J19     | Vannes OC         | E    | 1 - 1 | 5e         |
| 8 mars 2020                                                     | J20     | USM Saran         | E    | 1 - 5 | 4e         |
| Fin du championnat à cause de la Pandémie de Covid-19 en France |         |                   |      |       |            |
|                                                                 | J21     | AS Vitré          | D    |       |            |
|                                                                 | J22     | CS Brétigny       | E    |       |            |
|                                                                 | J23     | Stade brestois 29 | D    |       |            |
|                                                                 | J24     | FC Lorient        | E    |       |            |
|                                                                 | J25     | Stade lavallois   | D    |       |            |
|                                                                 | J26     | US Boulogne       | E    |       |            |